# Le Cœur et l'Argent
Le Cœur et l'Argent è un cortometraggio muto del 1912 diretto da Louis Feuillade e Léonce Perret.

## Trama
Benché Suzanne sia innamorata di Raymond, sua madre le impone di sposare un uomo più anziano ma molto ricco. Raymond è distrutto e Suzanne finirà per suicidarsi.

## Produzione
Il film fu prodotto dalla Société des Etablissements L. Gaumont.

## Distribuzione
Distribuito dalla Société des Etablissements L. Gaumont, uscì nelle sale cinematografiche francesi il 23 agosto 1912. Internazionalmente, è conosciuto anche con il titolo The Heart and Money.